# یانکو یسنسکی
بارون یان یسنسکی (اسلواکی: Baron Ján Jesenský; ۳۰ دسامبر ۱۸۷۴ – ۲۷ دسامبر ۱۹۴۵) پادشاهی مجارستان (مارتین امروزی، اسلواکی) - ۲۷ دسامبر ۱۹۴۵ در براتیسلاوا، چکسلواکی) یک نجیب‌زاده اهل کشور اسلواکی از خاندان یسنسکی بود. او شاعر، نثرنویس، مترجم و سیاستمدار و یکی از اعضای برجسته جنبش ملی اسلواکی بود.